# Psidium loustalotii
Psidium loustalotii là một loài thực vật có hoa trong Họ Đào kim nương. Loài này được Britton & P.Wilson miêu tả khoa học đầu tiên năm 1921.